# Sceatta
Sceattas (ental: sceatta) var små, tykke sølvmønter fra England, Frisland og Jylland i 600- og 700-tallet.
Navnet stammer fra det oldengelske sceat, der betyder "velstand", og som siden det 17. århundrede har været brugt om disse mønter pga. en fortolkning af en lov givet af kong Ethelbert af Kent. De har muligvis været kendt som penny (flertal: pennies) i lighed med senere angelsaksiske sølvmønter.
Mønterne ser meget forskelligt ud og inddeles i mere end 100 typer.
Sceattas har kun sjældent tekst kun navne som London eller runeindskrifter som 'Aethiliraed' og 'Efe', der formentlig er møntmesterens navn og ikke kongens. En serie, U, har man forbundet med kong Aethelbald fra Mercia (716-57) på grundlag af ikonografien, omend denne sammenhæng er omstridt. En del mønter er sat i cirkulation af kirkelige myndigheder som biskopper eller abbeder, mener nogle.
- Sceattas
- Serie U-sceatta
- Serie K-sceatta Kent
- Serie C-sceatta fra East Anglia
- Frisisk sceatta